# Memorial nacional a los hermanos Wright
El Memorial nacional a los hermanos Wright (en inglés: Wright Brothers National Memorial), se encuentra ubicado en Kill Devil Hills, Carolina del Norte, en Estados Unidos y conmemora los primeros vuelos exitosos y sostenidos, con motor en una máquina más pesada que el aire. De 1900 a 1903, Wilbur y Orville Wright llegaron a dicho sitio procedentes de Dayton, Ohio, ya que obtuvieron información de la oficina meteorológica de Estados Unidos, de que en esa zona existían vientos constantes, a principios del siglo XX dicho lugar se encontraba alejado de los principales centros de población.

## Historia
Fue autorizado y nombrado como Kill Devil Hill Monument el 2 de marzo de 1927 bajo la administración del Departamento de Guerra, mismo que lo transfirió al Servicio de Parques Nacionales el 10 de agosto de 1933. El Congreso le cambió el nombre y lo designó como un monumento nacional el 4 de diciembre de 1953. Al igual que con todas las áreas históricas administradas por el Servicio de Parques Nacionales, el monumento nacional fue incluido en el Registro Nacional de Lugares Históricos el 15 de octubre de 1966. El centro conmemorativo del visitante, obra de Ehrman Mitchell y Giurgola Romaldo, fue designado como Monumento Histórico Nacional el 3 de enero de 2001.

### Construcción
La torre fue diseñada por Rodgers and Poor, una firma arquitectónica de Nueva York, el diseño fue seleccionado oficialmente el 14 de febrero de 1930. Antes de la construcción del monumento, el Departamento de Guerra nombró al Capitán William H. Kindervater del Cuerpo de Intendencia para preparar el sitio para la construcción y para la gestión de la jardinería del área, el capitán Kindervater seleccionó pasto bermuda para ser plantado en la colina Kill Devil y el área circundante, también ordenó un fertilizante especial que se esparció por toda la zona para promover el crecimiento del césped y los arbustos y se construyó una cerca para evitar el pastoreo de animales; la Oficina del Intendente seleccionó al capitán John A. Gilman para presidir el proyecto de construcción que inició en octubre de 1931 con un presupuesto de 213.000 dólares, el monumento fue terminado en noviembre de 1932. Al final, 1.200 toneladas de granito, más de 2.000 toneladas de grava, más de 800 toneladas de arena y cerca de 400 toneladas de cemento fueron utilizados para construir la estructura, junto con numerosos otros materiales.

## Exposiciones

### El Campo y Hangar
Los hermanos Wright hicieron cuatro vuelos desde el nivel del suelo cerca de la base del cerro el 17 de diciembre de 1903, tras tres años de experimentos deslizándose desde lo alto de esta y otras dunas de arena cercanas. Es posible caminar a lo largo de las rutas actuales de los cuatro tramos, con pequeños monumentos que marcan su comienzo y final. Dos cobertizos de madera, basados en fotografías históricas, recrean el primer hangar de un avión en el mundo primer avión y los dormitorios de los hermanos.

### Centro de Visitantes
El centro de visitantes alberga un museo con modelos y herramientas reales y con las máquinas utilizadas por los hermanos Wright en sus experimentos de vuelo, incluyendo una reproducción del túnel de viento para probar formas de alas y una parte del motor utilizado en el primer vuelo. En una sala del Centro de Visitantes existe una replica de tamaño real del avión de los hermanos Wright de 1903, que fue el primer avión motorizado en la historia en alcanzar el vuelo controlado. Un modelo a escala de un planeador de los hermanos de 1902 también se encuentra en otra ala del centro de visitantes, esta réplica fue construida bajo la dirección de Orville Wright. Las paredes del centro se encuentran decoradas con retratos y fotografías de los hermanos Wright.

### Kill Devil Hills y la torre del memorial
El monumento construido de granito, tiene una altura de 18 metros, fue construido y dedicado a los hermanos pioneros en la aviación en 1932, está en lo alto de la Kill Devil Hills a 27 metros de altura, desde donde los hermanos llevaron a cabo muchas de sus pruebas de planeadores. Inscrita en letras mayúsculas a lo largo de la base de la torre memorial se encuentra la frase: "En conmemoración de la conquista del aire por los hermanos Wilbur y Orville Wright concebida por el genio conseguido mediante intrépida resolución y fe inquebrantable". ("In commemoration of the conquest of the air by the brothers Wilbur and Orville Wright conceived by genius achieved by dauntless resolution and unconquerable faith.") En lo alto de la torre se encuentra una baliza marina, similar a las que se encuentra en un faro marítimo.

## Centenario del primer vuelo
El 17 de diciembre de 2003, se celebró en el parque el centenario del primer vuelo, la ceremonia fue organizada por John Travolta y estuvieron presentes el presidente George W. Bush, Neil Armstrong, Buzz Aldrin y Chuck Yeager. Una escultura interactiva fue donada por el Estado de Carolina del Norte, de tamaño natural y creada por Stephen H. Smith, es una réplica del avión de 1903 en el momento en que el vuelo comenzó e incluye los Hermanos Wright, junto con los miembros de la estación de salva vidas de Kill Devil Hills, que colaboraron en el movimiento de la aeronave, así como John T. Daniels que tomó la fotografía del primer vuelo.

## Galería

Memorial nacional a los hermanos Wright
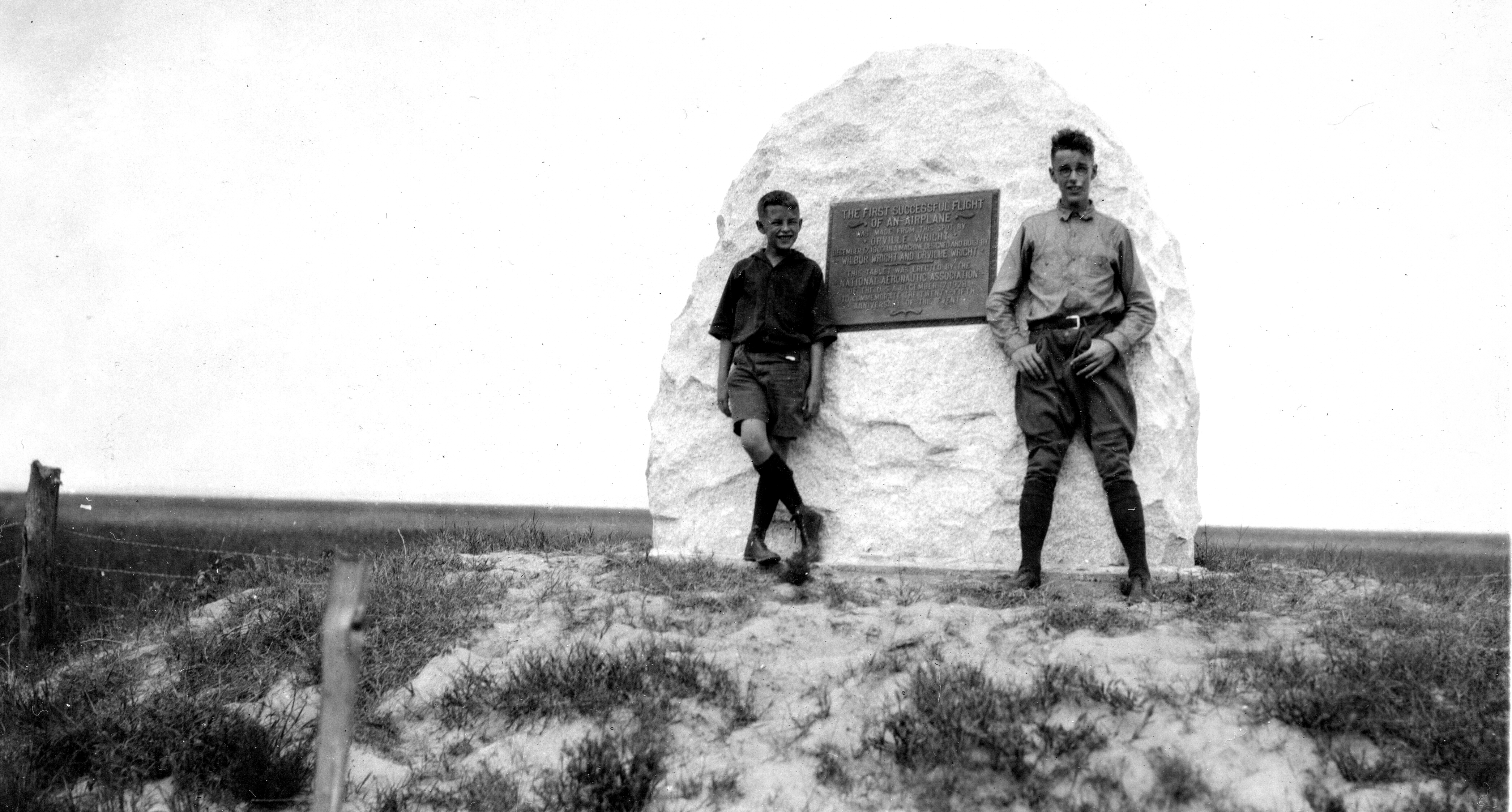
Monumento en Kill Devil Hill, en 1929.
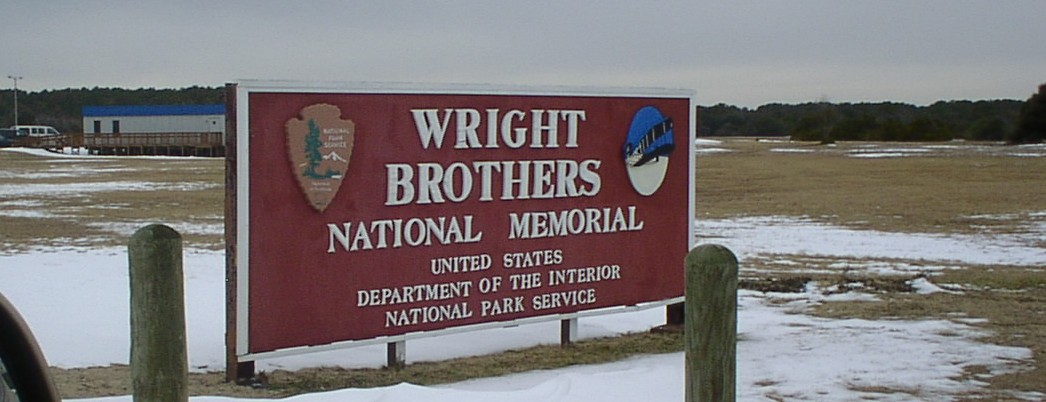
Señal del Servicio de Parques Nacionales
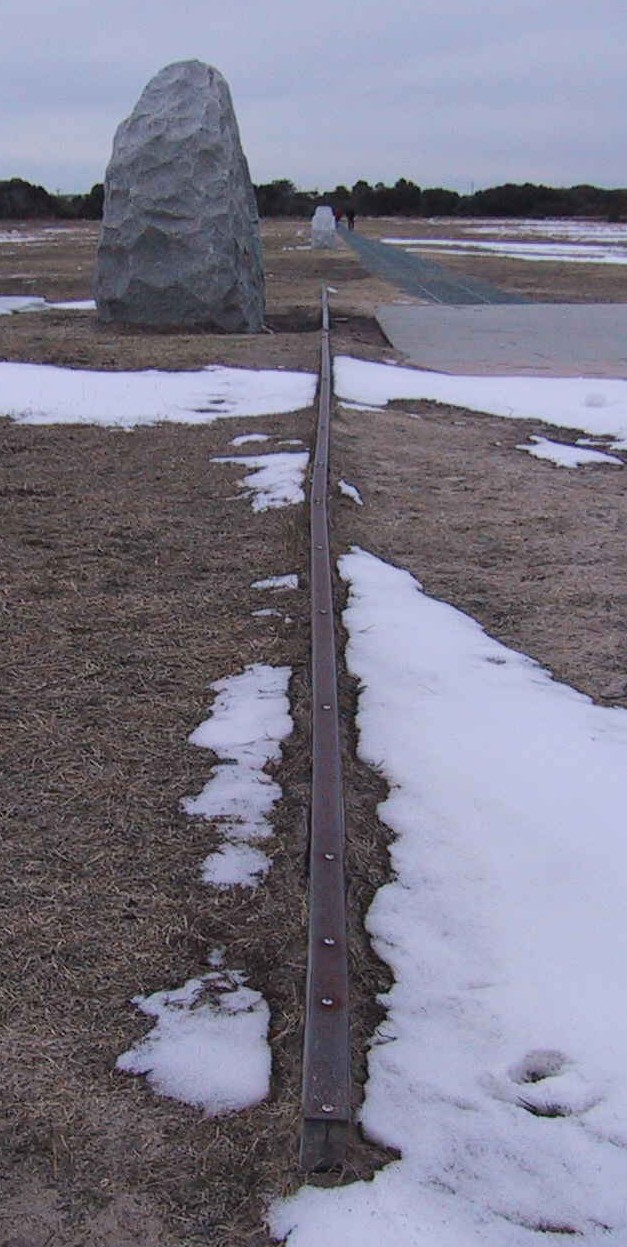
Reproducción del riel de lanzamiento.
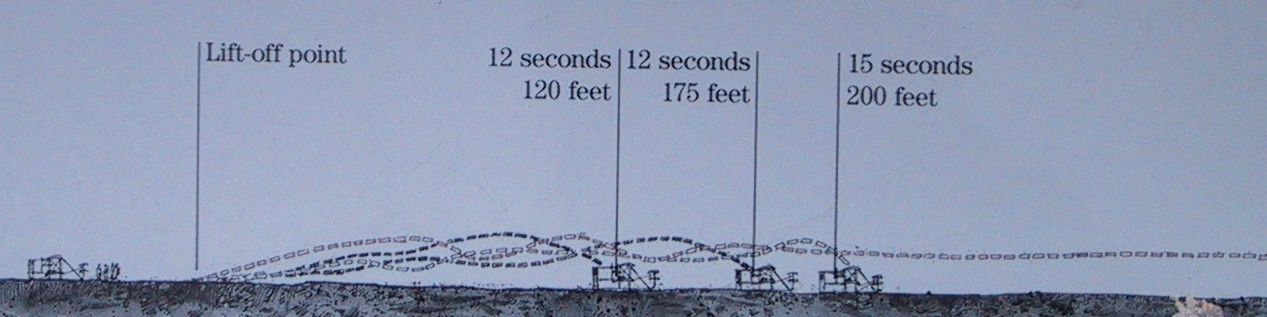
Perfil de vuelo desde el este.
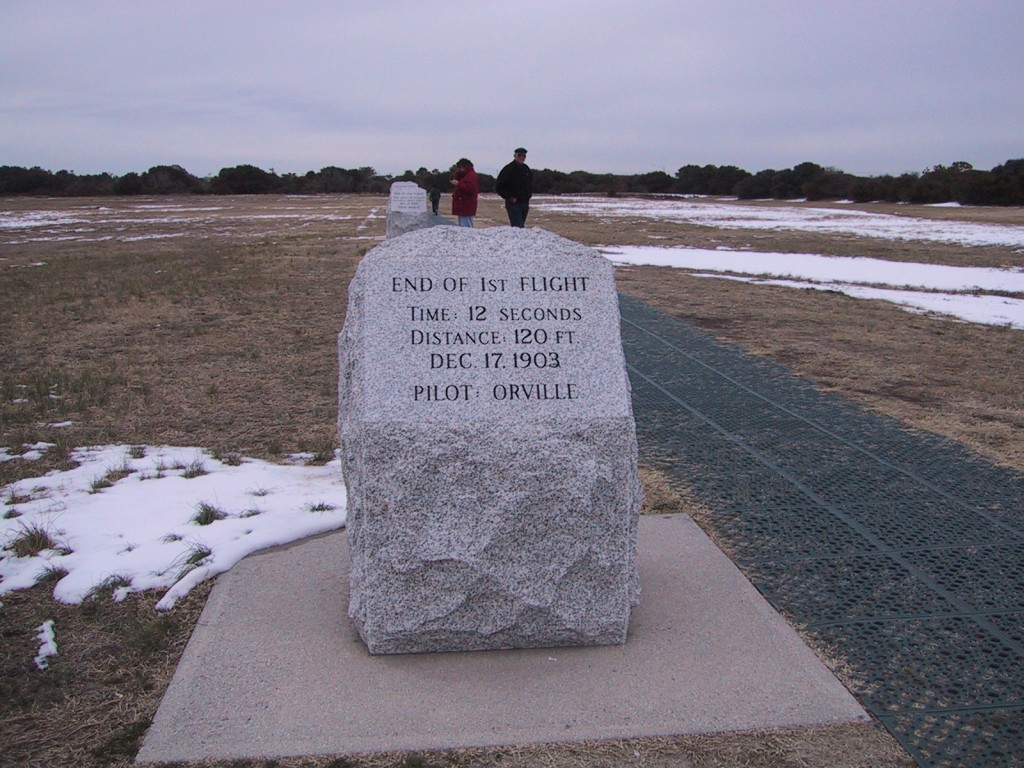
Lugar del primer aterrizaje.